# Joanna Sulej

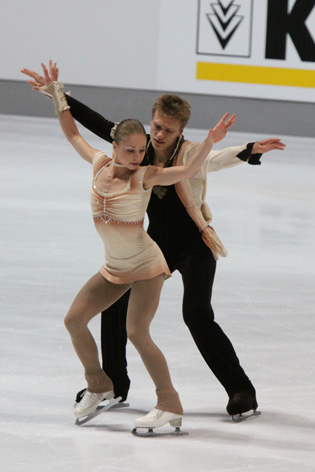
Joanna Sulej und Mateusz Chruściński bei der Nebelhorn Trophy 2009

Joanna Sulej (* 16. September 1989 in Łosice, Woiwodschaft Masowien, Polen) ist eine ehemalige polnische Eiskunstläuferin, die Einzellauf und im Paarlauf startete.
Sie studierte an der Sporthochschule Katowice (Akademia Wychowania Fizycznego im. Jerzego Kukuczki w Katowicach) und trainierte bei Unia Oświęcim in Oświęcim bei Iwona Myldarz-Chruscinska und Stanislaw Leonowitsch. Seit März 2008 startete sie im Paarlauf mit Mateusz Chruściński.  Bei den Olympischen Winterspielen 2010 belegten sie im Paarlauf den 18. Platz.

## Erfolge

### Paarlauf
- 2009[5]:
  - 19. Platz bei den Eiskunstlauf-Weltmeisterschaften
  - 15. Platz bei den Eiskunstlauf-Europameisterschaften
  - 1. Platz bei den Polnischen Meisterschaften
  - 10. Platz bei der Nebelhorn Trophy
- 2010[5]:
  - 14. Platz bei den Eiskunstlauf-Europameisterschaften
  - 1. Platz bei den Polnischen Meisterschaften
  - 18. Platz bei den Olympischen Winterspielen

### Einzel
- 2005[6]:
  - 1. Platz bei den Polnischen Juniorenmeisterschaften
- 2006[6]:
  - 1. Platz bei den Polnischen Juniorenmeisterschaften